# Marynn Older Ausubel
Marynn Older Ausubel (* 1912 in New Haven, Connecticut; † 1980 in Orlando, Florida) war eine US-amerikanische Fotografin und Mitglied der New Yorker Photo League ab 1938. Die Photo League war eine Organisation von Fotografen in New York City, die sich der Dokumentation des Lebens in den Arbeitervierteln widmete. Sie wurde 1936 gegründet und bot ihren Mitgliedern Schulungen, Ausstellungsräume und eine Plattform für den Austausch über soziale und kreative Themen. Die Photo League spielte eine wichtige Rolle bei der Entwicklung der sozialdokumentarischen Fotografie in den USA.

## Leben
Marynn Older Ausubel studierte Schauspiel und arbeitete als Puppenspielerin und Theaterregisseurin, bevor sie Fotografin wurde. 1938 wurde sie Mitglied der Photo League. Als die Liga 1941 den Nachlass von Lewis Hine erhielt, wurde sie Vorsitzende des Lewis-Hine-Komitees. In den sieben Jahren, in denen sie dieses Amt innehatte, katalogisierte sie Lewis Hines Werk und machte es der Öffentlichkeit zugänglich, indem sie für die Photo League Abzüge und Mappen verkaufte. Sie schrieb auch Artikel für Photo Notes und nahm an der Ausstellung „This Is the Photo League“ (1948–49) teil. 1970 war sie zusammen mit ihrem Mann Nathan Ausubel Mitherausgeberin von A Treasury of Jewish Poetry. Ihre Arbeiten wurden 2009 in der Ausstellung The Women of the Photo League in der Higher Pictures Gallery in New York gezeigt.
Ihre Arbeiten sind in den Sammlungen des Museum of Fine Arts Houston, des Jewish Museum in New York und des Columbus Museum of Art vertreten.

## Werk
Als Dokumentarfotografin hatte Marynn Older Ausubel ein besonderes Talent dafür, Kinder zu fotografieren und ihren Charakter und ihre Gefühle mit feinen Nuancen einzufangen. Ein Beispiel dafür ist ihre Arbeit The Older Brothers von 1947, die zwei Brüder vor ihrem Haus in St. Petersburg, Florida, zeigt. Die gegenseitige Zuneigung und Vertrautheit der Jungen wird in der entspannten Berührung deutlich, die Ausubel in ihrem Bild festhält.